# TAP (personale)
 For alternative betydninger, se TAP. (Se også artikler, som begynder med TAP)
TAP er en forkortelse for Teknisk-administrativt Personale og bruges som en fællesbetegnelse for administration (sekretærer osv.), pedeller, køkkenpersonale og rengøringspersonale. Denne fællesbetegnelse er ofte brugt på skoler og universiteter.
| Job | Spire Denne artikel om et job eller en stillingsbetegnelse er en spire som bør udbygges. Du er velkommen til at hjælpe Wikipedia ved at udvide den. |